# Dutch Blues Awards
Die Dutch Blues Awards sind ein seit 2010 jährlich von der Dutch Blues Foundation vergebener niederländischer Bluespreis. Die niederländischen Blues Awards werden in den Kategorien „Dutch Blues Band“, „Dutch Blues Artist“ (mit mehreren Unterkategorien), „Dutch Blues CD“ und „Keepin the Blues Alive“ vergeben. Daneben verwaltet die Dutch Blues Foundation die „Dutch Blues Hall of Fame“ und führt die „Dutch Blues Challenge“ durch.
Die nachfolgend aufgelisteten Preisträger wurden der Datenbank der Dutch Blues Foundation („Blues Database > Bluesgrafie“) entnommen.

## Dutch Blues Band
- 2010: Twelve Bar Blues Band
- 2011: The Veldman Brothers und John F. Klaver Band
- 2012: The Juke Joints und Sugar Boy and the Sinners
- 2013: King of the World und John F. Klaver Band
- 2014: Fossen and Struijk Band und Leif de Leeuw Band
- 2015: Richard van Bergen’s Rootbag und Phil Bee’s Freedom
- 2016: The Juke Joints; Detonics
- 2017: The Ragtime Rumours
- 2018: keine Notierung
- 2019: Harlem Lake
- 2020: keine Notierung
- 2021: keine Notierung
- 2022: keine Notierung
- 2023: keine Notierung

## Dutch Blues Artist
- 2010: Sjors Nederlof (Gitarre); Herman Deinum (Bass); Ralph de Jongh (Gesang); Gait Klein Kromhof (Mundharmonika); Eric-Jan Overbeek (Keyboard); Frank Coumans (Schlagzeug)
- 2011: Kees Dusink (Gitarre); Harm van Sleen (Bass); Tineke Schoemaker (Gesang); Pieter van der Pluijm (Mundharmonika); Roel Spaniers (Keyboard); Andreas Robbie Carree (Schlagzeug): The Mudbirds (Solo/Duo)
- 2012: Gerrit Veldman (Gitarre); Patrick Obrist (Bass); Mattanja Joy Bradley (Gesang); Bennie Veldman (Mundharmonika); Jody van Ooijen (Schlagzeug); Robbert Fossen en Peter Struijk (Solo/Duo)
- 2013: Erwin Java (Gitarre); Ruud Weber (Bass); Tineke Schoemaker (Gesang); Boy Vielvoye (Mundharmonika); Govert van der Kolm (Keyboard); Fokke de Jong (Schlagzeug); Herbie and the Guitarguy (Solo/Duo)
- 2014: Ruben Hoeke (Gitarre); Ruud Weber (Bass); Robbert Fossen (Gesang); Gait Klein Kromhof (Mundharmonika); Govert van der Kolm (Keyboard); Hans La Faille (Schlagzeug); Jan de Ligt (Saxofon); Ralph de Jongh (Solo/Duo)
- 2015: John F. Klaver (Gitarre); Bart Kamp (Bass); Phik Bee (Gesang); Bas Kleine (Mundharmonika); Willem van der Schoof (Keyboard); Jody van Ooijen (Schlagzeug); Big Bo (Solo/Duo)
- 2016: Thomas Toussaint (Mundharmonika); Marcel Scherpenzeel (Gitarre); Sandra Plug (Gesang); Ruud Weber (Bass); Eduard Nijenhuis (Schlagzeug); Pascal Lanslots (Keyboards); Robert Fossen en Dave Warmerdam (Solo/Duo)
- 2017: Mr. Boogie Woogie (Solo/Duo)
- 2018: keine Notierung
- 2019: Guy Smeets (Bluesmuzikant); Bog Bo (Blues-Act); Dave Warnerdam (Jong Blues Talent); The Ragtime Rumours (Bijzondere Prestatie); AJ Plug (Publieksprijs)
- 2020: Big Bo (Bijzondere Prestatie)
- 2021: keine Notierung
- 2022: keine Notierung
- 2023: Nienke Dingemans (Jong Blues Talent): Sem Jansen (Bijzondere Prestatie); Ruben Hoeke (Bijzondere Prestatie)

## Dutch Blues CD
- 2010: Sweet Devil von King Mo
- 2011: Coming Back For More von der John F. Klaver Band
- 2012: The Damned and Dirty von The Damned and Dirty
- 2013: Sell Your Soul von The Damned and Dirty
- 2014: Rolling Into Town von The Damned and Dirty
- 2015: Traveling Riverside von Big Bo
- 2016: Refuel von The Veldman Brothers
- 2017: Get Off On It! von der Robert Fossen Band
- 2018: Preaching the Blues von Big Bo
- 2019: Medicine von der Dynamite Blues Band
- 2020: keine Notierung
- 2021: Killer King von AJ Plug
- 2022: Live at Tivoli Vredenburg von Phil Bee
- 2023: keine Notierung

## Keepin the Blues alive
- 2010: Nico Bravenboer
- 2011: Block (Zeitschrift)
- 2012: Moulin Blues Ospel (Festival)
- 2013: Bert Lek
- 2014: Bluessocieteit L’Esprit
- 2015: Cultureel Café de Amer
- 2016: The Shack
- 2017: Bluestown
- 2018: Ribs and Blues
- 2019: John Hendrix
- 2020: De Blueskrant; Blues Magazine
- 2021: keine Notierung
- 2022: keine Notierung
- 2023: Blues Promotion Dongen